# Owen Davidson

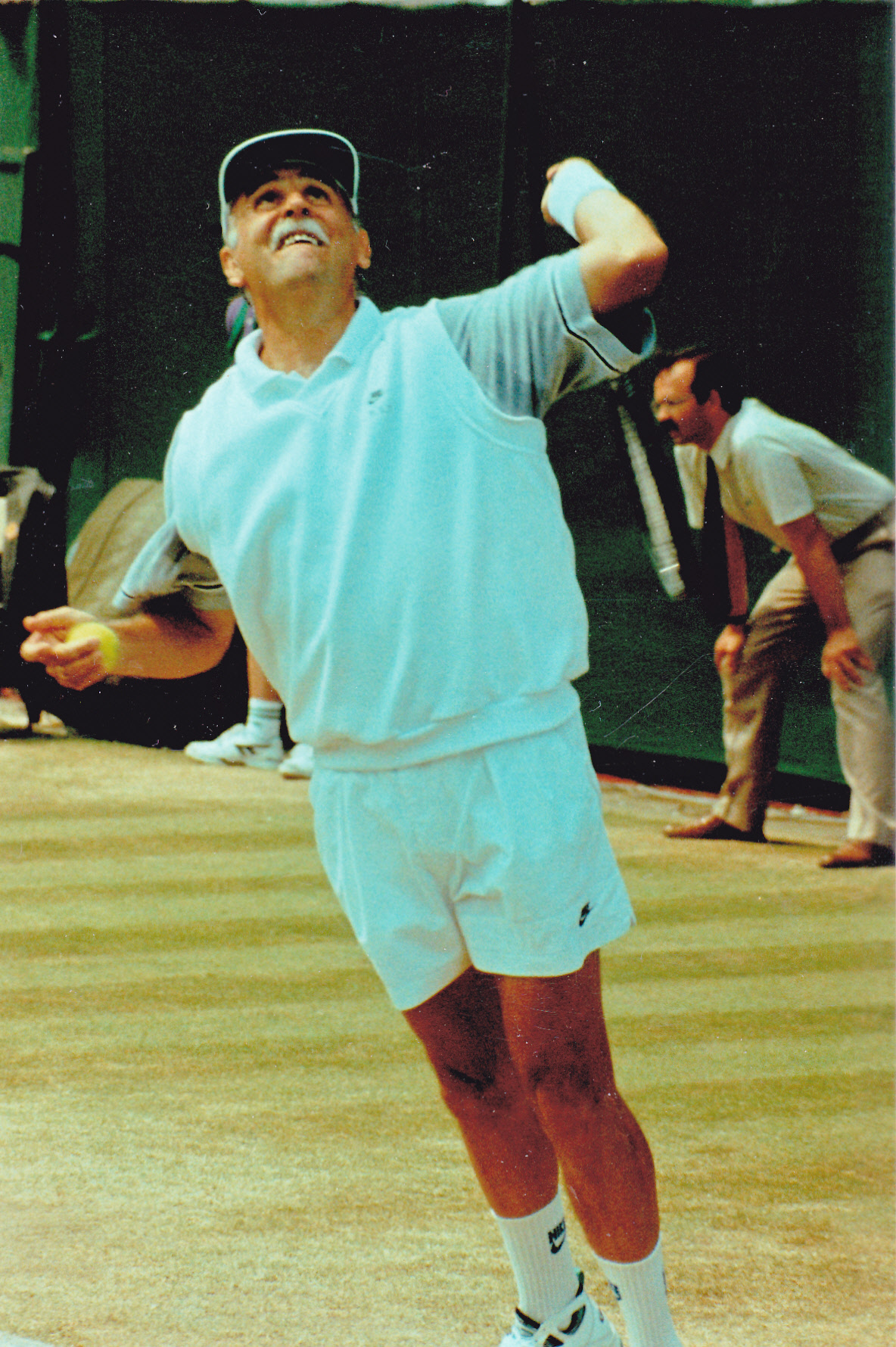
Owen Davidson (1988).

Owen Davidson, född 4 oktober 1943 i Melbourne, Australien, död 12 maj 2023 i Conroe, Texas, USA, var en australisk vänsterhänt professionell tennisspelare som var framgångsrik framförallt i mixed dubbel. Davidson var främst känd för sitt framgångsrika mixed dubbel-partnerskap med amerikanskan Billie Jean King. Tillsammans vann de båda åtta Grand Slam (GS)-titlar under perioden 1967-74. Davidson vann dessutom tre GS-mixed dubbeltitlar med andra partners och två GS-titlar i herrdubbel. Davidson är en av de få spelare som under ett och samma år vunnit mixed dubbeltiteln i alla fyra GS-turneringar. Det var under säsongen 1967 då han dessutom spelade två GS-dubbelfinaler.

## Tenniskarriären
Sina första GS-titlar hemförde Davidson i mixed dubbel 1965 (Australiska mästerskapen tillsammans med Robbyn Ebbern) och 1966 (Amerikanska mästerskapen tillsammans med Donna Floyd Fales). År 1967 vann han alla fyra mixed dubbel-titlarna i GS-turneringarna, varav tre tillsammans med Billie Jean King (Franska mästerskapen, Wimbledonmästerskapen och Amerikanska mästerskapen). Säsongens första GS-titel, Australiska mästerskapen, vann han dock tillsammans med Lesley Turner Bowrey, varför hans prestation inte räknas som en äkta Tennisens Grand Slam. De följande säsongerna fram till 1974 vann han ytterligare fem mixed dubbeltitlar, alla tillsammans med King.
Säsongen 1972 vann han herrdubbeltiteln i Australiska öppna tillsammans med John Newcombe och året därpå herrdubbeln i US Open tillsammans med Ken Rosewall. Som singelspelare nådde han som bäst semifinalen i Wimbledon 1966.

## Spelaren och personen
Owen Davidson flyttade till England 1967 för att som nybliven professionell spelare träna det brittiska Davis Cup-laget. Han fortsatte med detta fram till 1970 då han skrev kontrakt för WCT. Han upphörde med internationellt tävlingsspel efter säsongen 1975.
Som ett kuriosum kan nämnas att Owen Davidson den 22 april 1968 spelade den allra första officiella tävlingsmatchen mellan proffs och amatörer, vilket inledde tennisens Open Era. Det var i grusturneringen The British Hard Court Championships i Bournemouth som Davidson mötte den skotske amatörspelaren Peter Curtis. Det har sagts att Curtis vann den allra första bollen men Davidson matchen.

## Grand Slam-titlar
- Australiska mästerskapen
  - Dubbel - 1972 (med John Newcombe)
  - Mixed dubbel - 1965 (med Robyn Ebbern), 1967 - (med Lesley Turner Bowrey)
- Franska mästerskapen
  - Mixed dubbel - 1967 (med Billie Jean King)
- Wimbledonmästerskapen
  - Mixed dubbel - 1967 (med King), 1971 (med King), 1973 (med King), 1974 (med King)
- Amerikanska mästerskapen
  - Dubbel - 1973 (med Ken Rosewall)
  - Mixed dubbel - 1966 (med Donna Floyd Fales), 1967 (med King), 1971 (med King), 1973 (med King)